# 讓·布爾甘

讓·布爾甘（法語：Jean Bourgain，法語發音：[ʒɑ̃ buʁɡɛ̃]；1954年2月28日—2018年12月22日），生於奧斯滕德，比利時數學家。他在1994年獲菲爾茲獎，表揚他研究巴拿赫空間、調和分析和遍歷理論的成果。
他於1977年在荷蘭語布魯塞爾自由大學取得博士學位。
2000年，他將掛谷問題與算術組合學拉上關係。
2009年他獲選為瑞典皇家科學院的外籍院士。2010年他獲得邵逸夫獎數學科學獎。
2012年他获得克拉福德奖数学奖。